# Luis Espinoza (Bochil)
Luis Espinoza es una localidad del estado mexicano de Chiapas. Es parte del municipio de Bochil.

## Demografía
| Gráfica de evolución demográfica |
|                                  |

| Censo | Población |
| ----- | --------- |
| 1930  | 48        |
| 1940  | 65        |
| 1950  | 90        |
| 1960  | 184       |
| 1970  | 225       |
| 1980  | 330       |
| 1990  | 507       |
| 2000  | 866       |
| 2010  | 1 107     |
| 2020  | 1 326     |